# Фернандес, Эпифанио
Эпифа́нио Ферна́ндес Берри́ди (исп. Epifanio Fernández Berridi, 22 апреля 1919, Сан-Себастьян, Гипускоа — 12 июня 1977), более известный как Эпи (исп. Epi) — испанский футболист.
В знаменитой «электрической атаке» (исп. delantera eléctrica) «Валенсии» первой половины 40-х годов Эпифанио Фернандес, более известный под прозвищем Эпи, играл на позиции правого крайнего нападающего. Вместе со своим партнёром по команде Мундо Эпи входит в список легендарных футболистов «Валенсии».

## Клубная карьера
Эпифанио Фернандес — уроженец Сан-Себастьяна, карьеру профессионального футболиста начал в молодёжной команде местного клуба «Реал Сосьедад». В 1940 году молодого нападающего пригласила «Валенсия», в составе которой футболист провёл 9 лет, став за это время одним из любимцев местной публики, троекратным чемпионом Испании и двукратным обладателем Кубка Испании. Последним матчем Эпи за «Валенсию» стал финал Кубка 1949 года, в котором форвард, забив единственный гол в ворота «Атлетика» из Бильбао, принёс своей команде победу и очередной клубный трофей. Затем Эпифанио Фернандес вернулся в родной Сан-Себастьян, отыграв за «Реал Сосьедад» последние 4 сезона в своей профессиональной карьере.

## Карьера в сборной
Впервые за сборную Испании Эпи сыграл в 1941 году, в матче против португальцев. За 8 лет в сборной нападающий провёл 15 матчей и забил 4 мяча.

## Трофеи
- Футболист:
  - Чемпион Испании (3): 1942, 1944, 1947
  - Обладатель Кубка Испании (2): 1941, 1949